# Benoît Benvegnu
Benoît Benvegnu (* 18. Januar 1985 in Montauban) ist ein ehemaliger französischer Fußballtorwart.

## Karriere
Als 13-Jähriger wurde Benvegnu ins Ausbildungszentrum des FC Toulouse aufgenommen. Benvegnu durchlief alle französischen Jugend-Auswahlmannschaften von der U-15 bis zu der U-19. Für die U-20 und die U-21 wurde er nicht mehr berücksichtigt. Mit der U-17 gelang ihm 2003 der Gewinn der Europameisterschaft. Ab 2002 lief er daneben für die Reservemannschaft von Toulouse auf. In der Saison 2005/06 stand er erstmals im Profikader, wurde aber nicht eingesetzt. Sein Erstligadebüt konnte er am 24. Januar 2007 feiern, als er bei einem 1:0-Sieg beim OGC Nizza in der Startformation stand. Auch das folgende Heimspiel bestritt er, was allerdings seine einzigen Einsätze in der höchsten französischen Spielklasse blieben. Im Sommer 2007 wechselte er zum Zweitligisten SC Amiens. Nachdem er in seiner ersten Spielzeit dort als Ersatztorwart auf lediglich drei Einsätze kam, avancierte er in der zweiten Saison zum Stammtorwart. 2009 wechselte er nach zwei Jahren zum ebenfalls zweitklassigen OC Vannes. Zuerst war er auch in Vannes gesetzt, wurde dann aber aus dem Tor verdrängt und spielte in der Saison 2010/11 gar nicht mehr. Ende Dezember 2010 verließ er Vannes und fand keinen neuen Arbeitgeber.